# 八雲御抄

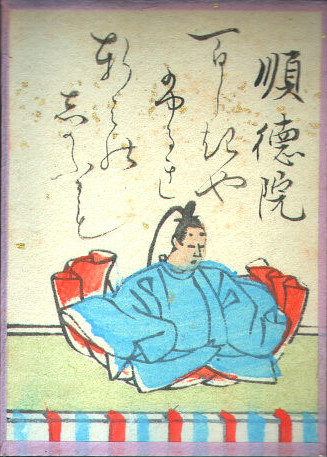
順徳院 - 江戸時代の百人一首

八雲御抄（やくもみしょう）は、順徳天皇が著した歌論書である。著者による序文に「夫和歌者起自八雲出雲之古風（中略）名曰八雲抄」とあり、書名「八雲抄」の由来が分かる。親撰であることから、これに「御」が付けられて流布した。

## 概要
承久の乱以前から書き始められ一度まとめられた（草稿本）が、乱後に配流先の佐渡で書き続けられ、都の藤原定家に送付された（精撰本または再撰本）。本書は、先行する歌論書・歌学書をとりまとめ、独自の体系に編成した大著で、次の6部からなる。
- 第一正義：序文と六義、歌体、歌病等
- 第二作法：歌合、歌會、書様等
- 第三枝葉：天象、時節、地儀等17部の解説
- 第四言語：世俗語、由緒語、料簡語
- 第五名所：山、嶺、嵩等の名所と出典[注釈 2]
- 第六用意：詠作の心得や歌人論等

散逸した歌書で、本書に挙げられているために存在や概要が知れるものもある。歌論的には、古風を尊ぶと共に、自然体での詠歌を好ましいとする姿勢が随所に見られる。また、歌合のような晴れの場以外では歌の禁忌にあまり囚われないことや、不吉とされる煙の描写も恋愛歌においては許容される等、柔軟な姿勢も示されている。一方で、猿楽のような新しい芸能に対しては、「凡賎を遠ざくべき事」として拒絶的な姿勢が見られる。

## 伝本
承久の乱以前の第一次草稿本は現存せず、内閣文庫蔵本や志香須賀文庫本などの第二次草稿本と、この第二次草稿本を精撰した精撰本が存在する。精撰本には順徳院宸筆本を祖本として、藤原為家識語本・静嘉堂文庫蔵藤原為氏識語本・旧尊経閣文庫蔵伝伝伏見院宸筆本（九州国立博物館蔵）・志香須賀文庫本蔵兼好奥書本などがある。
刊本には寛永12年（1635年）版や慶安4年（1651年）版などがある。